# Џерико (Њујорк)
Џерико (енгл. Jericho) насељено је место без административног статуса у америчкој савезној држави Њујорк.

## Демографија
По попису из 2010. године број становника је 13.567, што је 522 (4,0%) становника више него 2000. године.
| Група             | 2000.          | 2010.         |
| Белци             | 11.034 (84,6%) | 9.297 (68,5%) |
| Афроамериканци    | 185 (1,4%)     | 256 (1,9%)    |
| Азијати           | 1.394 (10,7%)  | 3.449 (25,4%) |
| Хиспаноамериканци | 318 (2,4%)     | 401 (3,0%)    |
| Укупно            | 13.045         | 13.567        |